# Ayotoxco de Guerrero
Ayotoxco de Guerrero är en kommun i Mexiko.   Den ligger i delstaten Puebla, i den sydöstra delen av landet, 190 km öster om huvudstaden Mexico City.
Följande samhällen finns i Ayotoxco de Guerrero:
- San Antonio Metzonapa
- San Francisco Atecacalax
- La Lagunilla
- Mazazontipan
- Cuauhtémoc
- Nanacatepec
- La Unión
- El Nuevo Roble
- Uruapan